# Helgi Ólafsson
Pour les articles homonymes, voir Olafsson.
Ne doit pas être confondu avec Friðrik Ólafsson.
Helgi Ólafsson est un joueur d'échecs islandais né le 15 août 1956 à Heimaey. Grand maître international depuis 1985, il a remporté le championnat d"Islande en 1978. 1981, 1991, 1992, 1993 et 1996. Au 1er juin 2014, il est le numéro 2 islandais avec un classement Elo de 2 555 points.
Helgi Ólafsson fait partie de la génération de joueurs islandais qui émergea après le championnat du monde d'échecs 1972 disputé à Reykjavik entre Boris Spassky et Bobby Fischer.

## Palmarès
Outre ses victoires dans le championnat national, Helgi Ólafsson a remporté les tournois suivants :
- l'open de Reykjavik 1984 et 1990,
- Neskaupstaður 1984,
- Gjovik 1985 (championnat des pays nordiques), Il battit Simen Agdestein et Johann Hjartarson lors du match à trois pour la première place en 1985 à Gjovik.

En 1985, il finit deuxième du très fort tournoi de Copenhague, ex æquo avec Curt Hansen et Bent Larsen, devant Vassily Smyslov, tournoi remporté par József Pintér.
En 1990, il finit deuxième ex æquo de l'open de New York. Il termina deuxième du championnat d'Islande en 1987 et en 1994 (à égalité de points avec le vainqueur).

## Olympiades
Il a participé à 15 olympiades de 1976 à 2006, ne manquant que l'olympiade de 1998. Avec Helgi Ólafsson au premier échiquier, l'équipe islandaise finit quinzième de l'olympiade d'échecs de 1984, cinquième de l'olympiade d'échecs de 1986 et huitième de l'olympiade d'échecs de 1990.

## Publication
Helgi Olafsson est l'auteur d'un livre sur les derniers jours de Bobby Fischer en Islande :
- (en) Bobby Fischer Comes Home: The Final Years in Iceland, a Saga of Friendship and Lost Illusions,  New in Chess, juin 2012